# Diaea insecta
Diaea insecta är en spindelart som beskrevs av Ludwig Carl Christian Koch 1875. Diaea insecta ingår i släktet Diaea och familjen krabbspindlar. Inga underarter finns listade i Catalogue of Life.